# India en los Juegos Olímpicos de Pekín 2008
India estuvo representada en los Juegos Olímpicos de Pekín 2008 por un total de 53 deportistas, 31 hombres y 22 mujeres, que compitieron en 12 deportes.
El portador de la bandera en la ceremonia de apertura fue el tirador Rajyavardhan Singh Rathore.

## Medallistas
El equipo olímpico indio obtuvo las siguientes medallas:
| Nombre         | Deporte     | Competición          |
| -------------- | ----------- | -------------------- |
| Oro            |             |                      |
| Abhinav Bindra | Tiro        | Rifle de aire 10 m M |
| Plata          |             |                      |
| —              |             |                      |
| Bronce         |             |                      |
| Vijender Singh | Boxeo       | 75 kg M              |
| Sushil Kumar   | Lucha libre | 66 kg M              |